# Тойа, Донни
До́налд О́стин «До́нни» То́йа (англ. Donald Austin “Donny” Toia; 28 мая 1992, Тусон, Аризона, США) — американский футболист, левый защитник.

## Биография

### Начало карьеры
Тойа — уроженец Тусона, тренировался в местной футбольной академии и изначально играл на позиции нападающего. В 2009 году перешёл в аризонский филиал академии клуба «Реал Солт-Лейк».

### Клубная карьера
В марте 2011 года «Реал Солт-Лейк» подписал Тойю, ставшим их первым доморощенным игроком. Он выходил в матчах дублирующего состава «Реала» в лиге резерва, но так и не сыграв ни разу за основную команду, в феврале 2012 года во время предсезонного сбора был отчислен из клуба.
В 2012 году Тойа выступал за клуб «Тусон» в Premier Development League, четвёртом дивизиона США.
В феврале 2013 года Тойа был подписан новообразованным клубом «Финикс» из лиги USL Pro, третьего профессионального дивизиона. Его профессиональный дебют состоялся 23 марта в инаугуральном матче нового клуба, в игре против «Лос-Анджелес Блюз», закончившейся для «Финикса» поражением со счётом 2:0, в которой он вышел в стартовом составе. По итогу сезона 2013 Тойа был номинирован на приз новичку года в USL Pro.
В январе 2014 года Тойа вернулся в MLS, подписав контракт с клубом «Чивас США». Из-за травм игроков задней линии главный тренер «Чиваса» Уильмер Кабрера определил Тойю, в своих прежних клубах игравшего в нападении, на позицию в обороне, и большую часть сезона 2014 Донни закрывал зону на левом краю защиты.
После окончания сезона 2014 MLS ликвидировал франшизу «Чивас США», и 19 ноября на драфте расформирования Тойа был выбран клубом «Монреаль Импакт». Дебютировал за канадцев 25 февраля в первом матче четвертьфинала Лиги чемпионов КОНКАКАФ 2014/15 против мексиканской «Пачуки». 20 июня в матче против «Орландо Сити» забил свой первый гол в MLS.
На драфте расширения MLS 2016 Тойа был выбран под первым номером клубом «Атланта Юнайтед», но сразу же был обменян в «Орландо Сити» на восьмой пик супердрафта MLS 2017. Дебютировал за «львов» 5 марта в матче первого тура сезона 2017 против «Нью-Йорк Сити». 23 марта «Орландо Сити» объявил о продлении контракта с Тойей на три года. По окончании сезона 2018 клуб не продлил контракт с игроком.
В первом раунде драфта возвращений MLS, состоявшемся 14 декабря 2018 года, Тойю выбрал «Реал Солт-Лейк», его первый клуб. 9 марта 2019 года он сыграл в матче фарм-клуба «Реал Монаркс» в Чемпионшипе ЮСЛ против «Сакраменто Рипаблик». За основную команду «Реал Солт-Лейк» в MLS дебютировал 23 марта в матче против «Лос-Анджелеса». 28 апреля в матче против «Лос-Анджелес Гэлакси» забил свой первый гол за РСЛ. По окончании сезона 2019 контракт Тойи с «Реал Солт-Лейк» истёк, но 16 декабря 2019 года клуб переподписал игрока. По окончании сезона 2021 «Реал Солт-Лейк» не продлил контракт с Тойей.
16 июня 2022 года Тойа вернулся в «Тусон», ставший членом Лиги один ЮСЛ. Дебютировал за «Тусон» в ЮСЛ-1 29 июня в матче против «Ричмонд Кикерс», выйдя на замену на 75-й минуте. 3 июля в матче против «Гринвилл Трайамф» забил свой первый гол за «Тусон» в ЮСЛ-1.

### Международная карьера
Тойа представлял Соединённые Штаты на уровне сборных до 18 лет и до 20 лет.

### Личная жизнь
Семейство Тойа на протяжении нескольких поколений ведёт семейный бизнес, владея магазином автозапчастей в Тусоне. Донни также некоторое время помогал отцу и деду по магазину.
Окончил колледж округа Пима.

## Статистика выступлений
| Выступление              | Выступление      | Выступление      | Лига | Лига | Плей-офф | Плей-офф | Кубок | Кубок | ЛЧ КОНКАКАФ | ЛЧ КОНКАКАФ | Итого | Итого |
| Клуб                     | Лига             | Сезон            | Игры | Голы | Игры     | Голы     | Игры  | Голы  | Игры        | Голы        | Игры  | Голы  |
| ------------------------ | ---------------- | ---------------- | ---- | ---- | -------- | -------- | ----- | ----- | ----------- | ----------- | ----- | ----- |
| Реал Солт-Лейк           | MLS              | 2011             | 0    | 0    | 0        | 0        | 0     | 0     | 0           | 0           | 0     | 0     |
| Реал Солт-Лейк           | Итого            | Итого            | 0    | 0    | 0        | 0        | 0     | 0     | 0           | 0           | 0     | 0     |
| Финикс                   | USL Pro          | 2013             | 24   | 6    | —        | —        | 1     | 0     | —           | —           | 25    | 6     |
| Финикс                   | Итого            | Итого            | 24   | 6    | —        | —        | 1     | 0     | —           | —           | 25    | 6     |
| Чивас США                | MLS              | 2014             | 27   | 0    | —        | —        | 1     | 0     | —           | —           | 28    | 0     |
| Чивас США                | Итого            | Итого            | 27   | 0    | —        | —        | 1     | 0     | —           | —           | 28    | 0     |
| Монреаль Импакт          | MLS              | 2015             | 31   | 1    | 3        | 0        | 2     | 0     | 6           | 0           | 42    | 1     |
| Монреаль Импакт          | MLS              | 2016             | 17   | 0    | 1        | 0        | 0     | 0     | —           | —           | 18    | 0     |
| Монреаль Импакт          | Итого            | Итого            | 48   | 1    | 4        | 0        | 2     | 0     | 6           | 0           | 60    | 1     |
| Орландо Сити             | MLS              | 2017             | 30   | 0    | —        | —        | 0     | 0     | —           | —           | 30    | 0     |
| Орландо Сити             | MLS              | 2018             | 4    | 0    | —        | —        | 1     | 0     | —           | —           | 5     | 0     |
| Орландо Сити             | Итого            | Итого            | 34   | 0    | —        | —        | 1     | 0     | —           | —           | 35    | 0     |
| Реал Солт-Лейк           | MLS              | 2019             | 24   | 1    | 2        | 0        | 1     | 0     | —           | —           | 27    | 1     |
| Реал Солт-Лейк           | MLS              | 2020             | 20   | 0    | 1        | 0        | —     | —     | —           | —           | 21    | 0     |
| Реал Солт-Лейк           | MLS              | 2021             | 19   | 0    | 0        | 0        | —     | —     | —           | —           | 19    | 0     |
| Реал Солт-Лейк           | Итого            | Итого            | 63   | 1    | 3        | 0        | 1     | 0     | —           | —           | 67    | 1     |
| Реал Монаркс (фарм-клуб) | USLC             | 2019             | 1    | 0    | 0        | 0        | —     | —     | —           | —           | 1     | 0     |
| Реал Монаркс (фарм-клуб) | Итого            | Итого            | 1    | 0    | 0        | 0        | —     | —     | —           | —           | 1     | 0     |
| Тусон                    | USL1             | 2022             | 5    | 3    | 0        | 0        | —     | —     | —           | —           | 5     | 3     |
| Тусон                    | Итого            | Итого            | 5    | 3    | 0        | 0        | —     | —     | —           | —           | 5     | 3     |
| Всего за карьеру         | Всего за карьеру | Всего за карьеру | 202  | 11   | 7        | 0        | 6     | 0     | 6           | 0           | 221   | 11    |

## Достижения
«Монреаль Импакт»
- Победитель первенства Канады: 2014